# بوب لاك
بوب لاك (بالإنجليزية: Bob Lake)‏ هو سياسي أمريكي، ولد في 18 مارس 1938 في رونان في الولايات المتحدة. حزبياً، نشط في الحزب الجمهوري. وقد انتخب عضو مجلس ولاية مونتانا وانتخب عضو مجلس نواب مونتانا.